# 1096
Високе Середньовіччя •  Золота доба ісламу •  Реконкіста •  Хрестові походи •  Київська Русь

## Геополітична ситуація
Візантію очолює Олексій I Комнін. Генріх IV є імператором Священної Римської імперії, а Філіп I — королем Франції.
Апеннінський півострів розділений між численними державами: північ належить Священній Римській імперії, середню частину займає Папська область, південна частина півострова окупована норманами. Деякі міста півночі: Венеція, Піза, Генуя, мають статус міст-республік.
Південь Піренейського півострова захопили Альморавіди. Північну частину півострова займають християнські Кастилія, Леон (Астурія, Галісія), Наварра, Арагон та Барселона. Королем Англії є Вільгельм II Рудий, Магнус III Босоніг королем Норвегії, а Ерік I став королем Данії.
У Київській Русі княжить Святополк Ізяславич, а у Польщі Владислав I Герман. На чолі королівства Угорщина став Коломан I.
Сельджуки окупували Персію та Малу Азію, в Єгипті владу утримують Фатіміди, у Магрибі панують Альморавіди, у Середній Азії правлять Караханіди, Газневіди втримують частину Індії. У Китаї продовжується правління династії Сун. На півдні Індії домінує Чола. В Японії триває період Хей'ан.

## Події
- Син Володимира Мономаха Ізяслав загинув при обороні Мурома від Олега Святославича.
- Літописна згадка про Кловський (Стефанів) монастир під Києвом.
- Битва на Колокші біля Володимира у якій князь Мстислав Володимирович Великий розгромив Олега Святославича
- Розпочався Перший Хрестовий похід. Першою його хвилею був Селянський хрестовий похід, у якому взяв участь простолюд, ненавчений військовій справі. Похід супроводжувався єврейськими погромами. Восени натовп добрався до Малої Азії, де його розбило військо Кіліч Арслана. Під кінець року до Константинополя прибули професійні війська.
- Граф Тарранто Боемунд перетнув Адріатику й висадився в Касторії.
- Король Арагону Педро I захопив у маврів Уеску.
- Засновано університет Салерно.
- Молодший син Малік-шаха Ахмад Санджар став правителем Хорасану.
- Муромський похід